# بالبیر سینگ (بازیکن هاکی روی چمن)
بالبیر سینگ (انگلیسی: Balbir Singh؛ زادهٔ ۲۱ سپتامبر ۱۹۴۵) بازیکن هاکی روی چمن اهل هند بود.
وی در مسابقات کشوری و بین‌المللی در مجموع برندهٔ ۱ مدال برنز شده‌است.